# Традате
Традате (італ. Tradate) — муніципалітет в Італії, у регіоні Ломбардія, провінція Варезе.
Традате розташоване на відстані близько 520 км на північний захід від Рима, 34 км на північний захід від Мілана, 15 км на південний схід від Варезе.
Населення — 18 622 особи (2014).
Щорічний фестиваль відбувається 26 грудня. Покровитель — святий Степан.

## Демографія
Населення за роками:

Станом на 1 січня 2023 року в муніципалітеті офіційно проживали 1604 іноземці з 78 країн, серед них 338 громадян країн Євросоюзу та 85 громадян України.

## Уродженці
- Альфіо Фонтана (*1932 — †2005) — італійський футболіст, захисник.

## Сусідні муніципалітети
- Апп'яно-Джентіле
- Каїрате
- Карбонате
- Кастельнуово-Боцценте
- Локате-Варезіно
- Лонате-Чеппіно
- Венегоно-Інферіоре